# Vincent-Marie Constantini
Pour les articles homonymes, voir Costantini.
Vincent-Marie Costantini, né le 24 février 1751 à Ghisoni (Corse), mort le 25 juin 1825 à Montmélian (Savoie), est un général français de la révolution et de l’Empire.

## États de service
Il entre en service le 10 octobre 1769, comme simple soldat au Régiment Royal-Corse, il devient successivement caporal le 1er mars 1770, sergent le 14 août 1771, fourrier le 1er janvier 1772, adjoint sous-officier le 7 juin 1776. Il sert sous Langeron sur les côtes de Bretagne en 1779.
Quartier-maître trésorier le 1er juin 1780, il passe en cette qualité au deuxième bataillon de Chasseurs royaux corses, devenu en 1791 3e bataillon d'infanterie légère.
Il devient lieutenant le 12 janvier 1792, aide de camp du général Rossi le 10 mars 1792, chef de bataillon le 6 mars 1793, chef de brigade commandant la 18e demi-brigade d'Infanterie légère le 11 août 1794, à l'armée des Alpes en 1795-1796, à l'armée d'Italie en 1797, puis sert en Corse.
Commandant d'armes à Grenoble le 24 mars 1803, puis général de brigade le 19 avril 1803, il est fait Chevalier de la Légion d'honneur le 19 frimaire an XII (11 décembre 1803), puis officier de la Légion d'honneur le 16 juin 1804. Il devient commandant d'armes à Lyon le 7 juillet 1804, puis commandant d'armes de Flessingue le 14 juin 1810.
Retraité pour raisons de santé le 17 juillet 1810, il meurt à Montmélian le 25 juin 1825.

## Sources
- Marc-François Martelli, Ghisoni, Archives départementales de la Corse, 1960
- http://www.napoleon-series.org/military/organization/c_lightinf2.html#Constantine
- « Vincent-Marie Costantini (1751-1818) », sur data.bnf.fr (consulté le 22 février 2020)
- « Cote LH/582/102 », base Léonore, ministère français de la Culture
- A. Liévyns, Fastes de la Légion-d'honneur, biographie de tous les décorés, accompagnée de l'histoire législative et réglementaire de l'ordre, au bureau de l'administration, janvier 1844, 531 p. (lire en ligne), p. 91.